# Кончозеро
Кончо́зеро (Ко́нчезеро; карел. Kendjärvi, фин. Kentjärvi) — озеро в Кондопожском и Прионежском районах Карелии. Объём воды — 0,38 км³.

## Общие сведения
Площадь поверхности — 39,8 км². Площадь водосборного бассейна — 300 км². Высота над уровнем моря — 37 м. Котловина тектонического происхождения.
Озеро представляет собой узкий водоём, вытянутый в направлении с северо-запада на юго-восток, разделённый цепью островов на две части: восточную и западную. Количество островов — 108, общая площадь островов — 6,2 км².
Берега каменистые. С запада в Кончозеро впадает ручей, несущий воды озёр Гомсельгского, Гальозера и Гомсельга. С севера — впадает протока, несущая воды Пертозера, Габозера и Мунозера.
Сток через Косалмский протоку в Укшозеро.
Средняя амплитуда колебаний уровня составляет 47 см.
Прибрежная зона сложена каменистыми грунтами, с глубины 4 м залегает вязкий зелёный ил, встречаются отложения железистой руды.
В озере обитает сиг, корюшка, щука, плотва, уклея, окунь, ёрш и налим. Реже встречаются лещ, хариус, форель (ручьевая и озёрная), язь и краснопёрка. Популярен зимний лов окуня на блесну.
Озеро служит приёмником коммунально-бытовых сточных вод посёлка Кончезеро.

## История
На озере в 1897 г. Петербургским обществом естествоиспытателей по инициативе крупнейшего русского ученого-ботаника И. П. Бородина была открыта Бородинская станция. На её базе основана и работает Кончезерская биологическая станция (ныне в составе эколого-биологического факультета ПетрГУ). Задача станции — изучение озёр Северо-Запада России.
В 1929 году профессором И. П. Бородиным была организована работа, действующей и поныне, Кончезерской биологической станции.
В 1960 г. силами Петрозаводской машинно-мелиоративной станции и Петрозаводского буровзрывного участка был устроен канал из Кончезера в Укшозеро. он был создан для понижения уровня воды в Кончезере для освоения плодородных земель для нужд совхоза «Кончезерский».